# Kinesiotejp

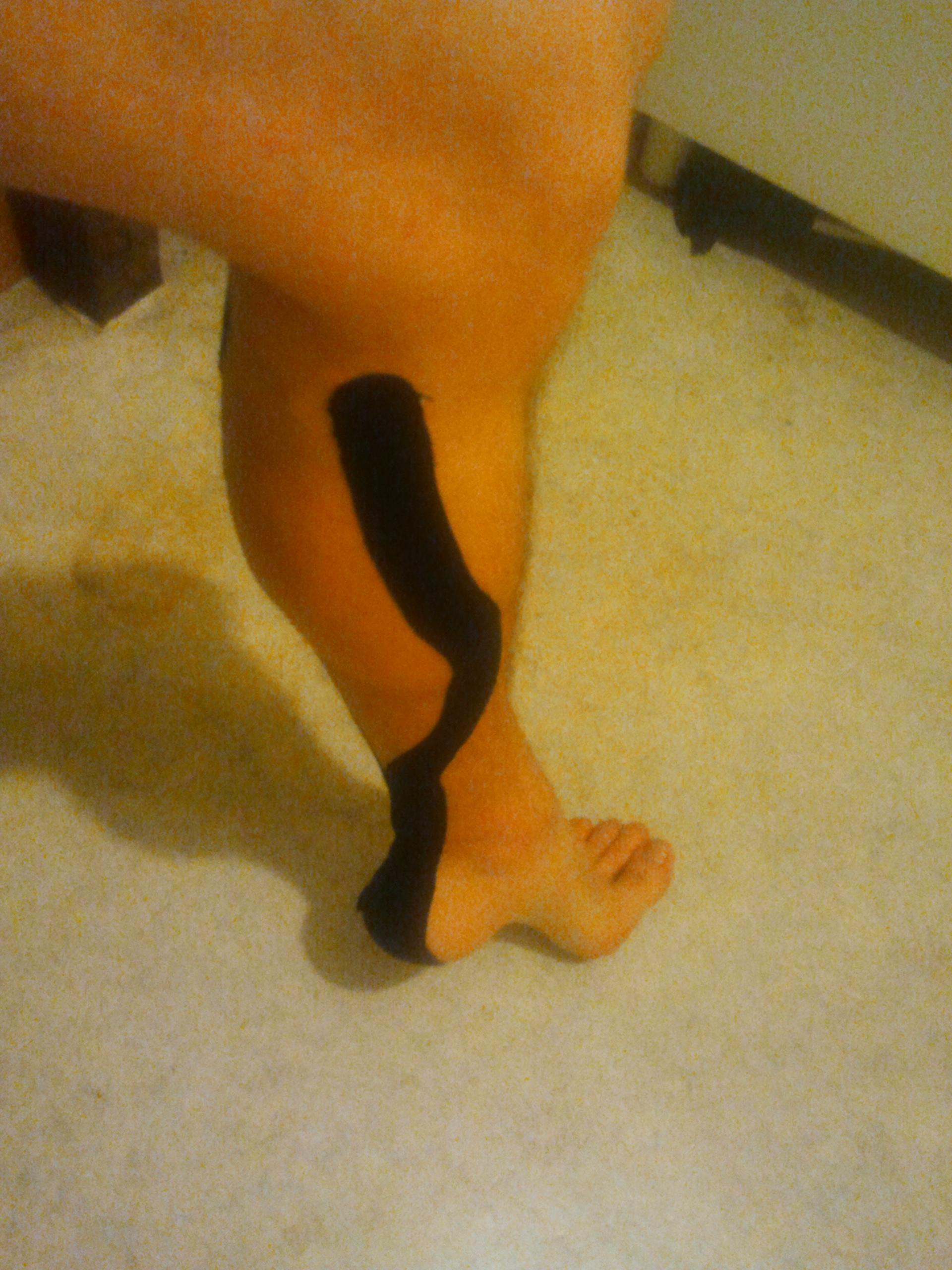
Kinesiotejp

Kinesio IP, LLC äger varumärkena KINESIO och KINESIO TAPING.
"Kinesiotejp" är en elastisk, ofta färgglad, sporttejp som används av idrottare, men även av sjukgymnaster och fysioterapeuter, för att förebygga och behandla skador på muskler och leder.

## Historia
Kinesiotape uppfanns av Kenzo Kase på 70-talet för att skapa en tejp som hade liknande egenskaper som huden . De första behandlingarna med kinesiotejp gjordes på patienter med artikulära smärtor. Själva teknologin bakom tejpen är baserad på kroppens egen naturliga läkeprocess. Effekten sker neurologiskt och genom aktivering av kroppens eget kretslopp - härav namnet Kinesio.

## Användning
Kinesiotejp används främst i förbindelse med rehabilitering och vid ömhet i muskler och senor, där tejpen ger extra stöd och stabilitet utan att det påverkar rörelsemönster eller blodcirkulation. Kinesiotejpen används också som en skadeförebyggande metod, då tejpen kan användas till att hålla leder på plats så att man undgår skadliga och extrema positioner. Det är vanligt att man blandar ihop kinesiotejp med den så kallade sporttejpen, som enbart används för att stabilisera eller ge stöd. Denna typ av tejp ger - till skillnad från kinesiotejp - ofta ej önskvärda biverkningar såsom att blodcirkulationen och cirkluationen av andra vätskor hämmas .
Sedan 2008 har man sett många kända idrottsmän - såsom Serena Williams och Mario Balotelli - använda kinesiotejp.

## Kinesiotejpens effekt
Subacromiellt smärtsyndrom (axelskada) och patellofemoralt smärtsyndrom (knäskada) har varit de diagnoser där kinesiotejp ofta har använts som behandlingsmetod, och de diagnoser där sjukgymnaster upplevt bäst effekt av kinesiotejp .
Vissa försäljare påstår att tejpen kan läka skador dubbelt så fort som vanligt, lindra smärta och bota huvudvärk, påståenden som saknar vetenskapligt stöd. I vissa fall kan tejpen möjligen hjälpa till att hindra översträckning av skadade muskler. Att tejpen blivit populär tillskrivs placeboeffekten.